# 2060년대
2060년대는 2060년부터 2069년까지를 가리킨다.